# Cromatografie de schimb ionic

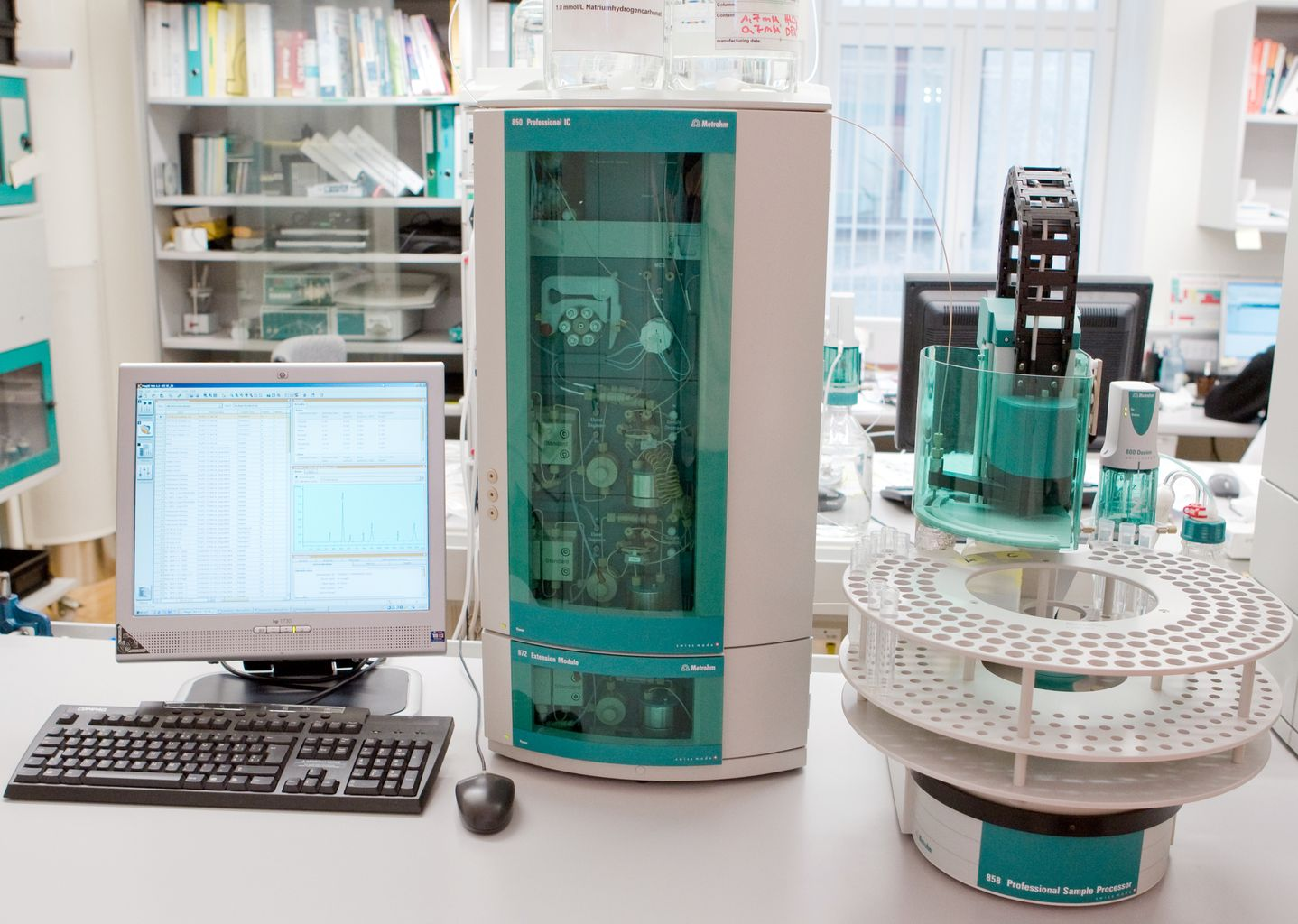
Un sistem cromatografic folosit în această tehnică

Cromatografia de schimb ionic este un tip de cromatografie care servește la separarea ionilor și moleculelor polare bazate pe afinitatea lor pentru un schimbător de ioni. Tehnica este aplicabilă aproape oricărui tip de moleculă încărcată electric, incluzând proteine, nucleotide mici și aminoacizi. Ca și fază staționară se folosesc anumite rășini schimbătoare de ioni, care pot fi denumiți (în funcție de tipul metodei) anioniți sau cationiți.

## Tipuri
Există două tipuri de cromatografie de schimb ionic, și anume de schimb anionic și cationic.
Cromatografia de schimb cationic este utilizată când molecula de interes este încărcată pozitiv, deoarece pH-ul în timpul procesului cromatografic este mai mic decât punctul izoelectric. În acest caz, faza staționară este încărcată negativ iar moleculele încărcate pozitiv vor fi atrase de aceasta.
Cromatografia de schimb anionic este utilizată când molecula de interes este încărcată negativ, deoarece pH-ul în timpul procesului cromatografic este mai mare decât punctul izoelectric. În acest caz, faza staționară este încărcată pozitiv iar moleculele încărcate negativ vor fi atrase de aceasta.